# جيان ليجراند
جيان ليجراند (بالفرنسية: Jean-David Legrand)‏ (23 فبراير 1991 سان دوني فرنسا - ) هو لاعب كرة قدم فرنسي، يلعب كمدافع.

## روابط خارجية
- جيان ليجراند على موقع قاعدة بيانات كرة القدم.إي يو (الإنجليزية)
- جيان ليجراند على موقع ناشيونال فوتبول تيمز (الإنجليزية)
- جيان ليجراند على موقع Soccerway.com (الإنجليزية)